# Union européenne des citoyens de Bosnie-Herzégovine
L'Union européenne des citoyens de Bosnie-Herzégovine (en bosnien : Narodni evropski savez Bosne i Hercegovine abrégé NES) est un parti politique en Bosnie-Herzégovine. Il formé par la fusion du Parti de l'activité démocratique (A-SDA) et de la Liste indépendante de Bosnie-Herzégovine (NBL) le 27 février 2021 à Sarajevo. Le président de l'ancien A-SDA, Nermin Ogrešević est devenu le nouveau président de la NES.
Le parti est annoncé par le maire de Stari Grad et ancien chef de la NBL, Ibrahim Hadžibajrić, comme un « élargissement » de la scène politique. La NES fait actuellement partie du gouvernement du canton d'Una-Sana,.
Lors de sa fondation la NES hérite d'un siège à la Chambre des représentants de Bosnie-Herzégovine, que l'A-SDA avait remporté aux élections législatives de 2018.

## Résultats électoraux

### Élections parlementaires
| Année | Voix   | %    | Sièges | Rang |
| ----- | ------ | ---- | ------ | ---- |
| 2022  | 47 157 | 2,97 | 2 / 42 | 10e  |